# António José Osório de Pina Leitão
António José Osório de Pina Leitão (Manigoto, Pinhel, 12 de março de 1762 — Rio de Janeiro, 24 de março de 1825) foi um magistrado e escritor luso-brasileiro.

## Biografia
Estudou ciências jurídicas na  Faculdade de Direito da Universidade de Coimbra, de outubro de 1781 a outubro de 1785, instituição onde formou-se em bacharel em cânones com formatura a 5 de julho de 1786. Exerceu vários cargos na magistratura, entre os quais, Juiz de Fora de Alfândega da Fé e Desembargador da Relação da Bahia. Escreveu várias obras literárias, entre elas, a principal é Alfonsiada: Poema heroico da fundação da Monarquia Portugueza pelo Senhor Rey D. Alfonso Henriques, de 1818. Era Cavaleiro da Ordem de Cristo, passando para o Brasil, era em 1820 Desembargador da Relação da Bahia, e com a independência do Brasil foi recebido para serviço do Império e naturalizado como brasileiro. Quanto a data da morte há divergências nos dicionário biográficos da época, visto que de acordo com Sacramento Blake, no Dicionário Bibliográfico Brasileiro de 1883, a morte aconteceu no Rio de Janeiro a 24 de março de 1825, mas Inocêncio Francisco da Silva no Dicionário Bibliográfico Português sugere que a morte foi depois de 1840 (com a seguinte ressalva: "segundo creio, posto que ignoro a data precisa").